# Tarsus Idman Yurdu
Tarsus Idman Yurdu is een voetbalclub opgericht in 1923 te Tarsus, een district van de Turkse provincie Mersin. De clubkleuren zijn blauw en geel. De thuisbasis van de voetbalclub is het Tarsus Ilçe stadion.
Tarsus Idman Yurdu heeft nooit in de Süper Lig gespeeld. De club heeft één keer de kwartfinale van de Turkse Beker gehaald, dit was in 1984/85. Tarsus Idman Yurdu verloor toen tweemaal van Trabzonspor. De eerste wedstrijd eindigde in een 4-2 nederlaag, de tweede wedstrijd eindigde in 4-0.

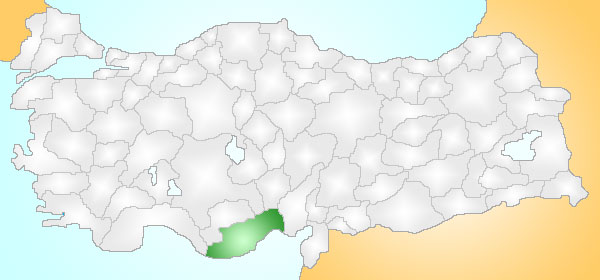
Tarsus, Mersin ligt in de Middellandse Zeeregio.

## Geschiedenis

### Oprichting
Tarsus is opgericht in 1923. In 1967 begon de club echter pas in de nationale reeksen te spelen, deze competitie was de 2. Lig (derde divisie). In het seizoen 1968-1969 promoveert de club voor het eerst sinds het bestaan al naar de 1. Lig. Daar blijft de club 3 seizoenen lang, en degradeert uiteindelijk in 1972 terug naar de 2. Lig. Ook in 1980 promoveert de club nog eens naar de 1. Lig. Weer na drie seizoenen degradeert de club. Maar deze keer na de regionale amateurdivisies. In 1984 promoveert de club naar de 1. Lig, maar in 1988 degradeert het terug naar de 2. Lig. Twee jaar later promoveerde Tarsus weer naar de 1. Lig. Deze keer bleef de club daar tot 1995, en degradeert uiteindelijk dus die seizoen terug naar de 2. Lig. Deze keer was het moeilijker om de 1. Lig te halen, want de club degradeerde ook in 2001 nog naar de 3. Lig (het vierde divisie). Toch wist de club in 2002 terug te promoveren naar de 2. Lig.

### Oprichters
- Şükrü Sait Borhan
- Cehdi Yazıcı
- Yahya Turhan
- Mustafa Veysi Ekener
- Cemil Uncu
- İlhami Saygı

### Gespeelde divisies
- 2e Divisie: 1969-1972, 1980-1983, 1984-1988, 1991-1995

- 3e Divisie: 1967-1969, 1972-1980, 1988-1991, 1995-2001, 2002-2016, 2018-

- 4e Divisie: 2001-2002, 2016-2018

- Turkse Amateur Divisies: 1983-1984